# 松本英孝
松本 英孝（まつもと ひでたか、1939年 - ）は、社会福祉学者。
神戸市生まれ。1963年大阪市立大学家政学部社会福祉学科卒業、大阪市中央児童相談所児童福祉司となる。その後、新見女子短期大学教授、県立広島女子大学生活科学部教授、広島国際大学医療福祉学部教授、神戸学院大学教授、日本福祉大学教授。

## 著書
- 『主体性の社会福祉論 岡村社会福祉学入門』法政出版 1993
  - 『主体性の社会福祉 岡村重夫著『社会福祉原論』を解く 新版』三学出版 2014
- 『日本の社会福祉学 岡村重夫とその批判者たち』三学出版 2002

### 共編著
- 『社会福祉援助技術論』谷口泰史,高間満,相澤譲治共編 久美 2005
- 『社会福祉原論』高間満, 相澤譲治,津田耕一共編著 久美 2005
- 『岡村理論の継承と展開 第1巻 社会福祉原理論』永岡正己,奈倉道隆共編著　ミネルヴァ書房 2012

翻訳
- ジョナサン・モフェット『ケースワーク入門 基本事項の検討・整理』杉本一義共訳 川島書店 1984

## 論文
- Cinii

## 注
1. ↑  『主体性の社会福祉』著者紹介